# 菲利普·內貝豪
菲利普·內貝豪（Filip Nepejchal，1999年7月8日—），是一名捷克射擊運動員，曾獲得2017年世界青年射擊錦標賽男子50米步槍三姿亞軍。他也參加了2016年里約奧運。

## 外部連結
- ISSF （页面存档备份，存于）